# みつかいどうプラザ
みつかいどうプラザ（MITSUKAIDO PLAZA）は、茨城県常総市水海道栄町にかつて存在した大型商業施設。水海道プラザと表記する資料もある。
1973年（昭和48年）3月に協同組合方式の大型店として開業し、茨城県有数の大型店としてにぎわった。閉店後しばらくは常総市の管理下で映画のロケ地として活用され、跡地はカスミ水海道栄町店になった。
現在でも、目の前を通る常総市道1-0115号線に「プラザ通り」の名前が残っている。

## 歴史

### 営業当時の様子（1973-2008）
1968年（昭和43年）9月、開業を前にみつかいどうプラザ協同組合が発足する。1973年（昭和48年）3月、協同組合型の大型店として水海道市立水海道小学校（現在の常総市立水海道小学校）の跡地に開業する。開業当時は、延床面積約7,000m2に33店舗が営業する茨城県でも有数の大型店であり、水海道市（現在の常総市水海道地域）における商業の核となることが期待されていた。当初の核店舗は京成ストアであったが、1977年（昭和52年）までに撤退し、後継店舗として伊勢甚が増床の上で進出を表明するも、地元の反対に遭いとん挫した。そして1979年（昭和54年）1月にはヨークマートが出店を水海道商工会に届け出て、同年5月に出店が決定し、みつかいどうプラザの核店舗となった。核店舗以外のテナントは34 - 99m2未満の店舗が多く、みつかいどうプラザを含む宝栄サンロードの加盟店舗全体の73.8%がこの店舗面積に該当した。駐車場は平面駐車場と屋上駐車場を備えており、自動車での来店利便性を高めていた。
高橋伸夫らの研究グループが行ったアンケート調査によると、1990年（平成2年）頃のみつかいどうプラザ周辺地区は、マスダ・カスミ周辺地区（宝町大通り）に次ぐ地域住民の購買先となっており、マスダ・カスミ周辺地区はみつかいどうプラザ周辺地区を指向する住民の増加により相対的に地位を低下させたという。一方で、この頃より常総バイパス沿線や周辺市街地へと購買・余暇行動が移行しつつあることが、同調査で判明した。水海道市には1990年（平成2年）に家具店が進出するまで大型店の進出はなかったが、同年以降2013年（平成25年）までに5店舗が相次いで進出し、隣接するつくば市、守谷市、下妻市、坂東市、結城郡石下町（現在は常総市石下地域）には1万m2を超す大型店が開業し、水海道地域は守谷市やつくば市に商圏の中心の座を奪われた。
こうした情勢でみつかいどうプラザでは光熱費の3割削減を目標に自家発電装置の設置を行い、顧客向けには従来型のシール式スタンプカードに代えて、（当時としては珍しかった）ポイントカードを導入するといった対策をとった。なお1990年（平成2年）当時の売り場構成は1階が食料品、2階が衣料品で、26のテナントが出店していた。また1992年（平成4年）の日本経済新聞の報道によると、当時の年商は約50億円であった。
末期の2006年（平成18年）には市議会議員の高杉徹が高齢者の憩いの場や地域包括支援センターを設置してプラザを再生することを提言した。
同年、経営不振を理由にみつかいどうプラザを運営していた協同組合が解散した。
2007年（平成19年）12月2日、専門店街が営業を終了し、「厚意」で営業を続けていたマルヤ水海道店も2008年（平成20年）1月20日に閉店した。みつかいどうプラザの閉店後、プラザが面していた宝栄サンロードではテナントビルの空きが目立つようになり、ブラジル人向けの商店の進出などが見られるものの、戸建住宅や集合住宅の方が商業機能よりも多い街並みとなっている。

### ロケ地への転換（2009-2012）
みつかいどうプラザは閉鎖後、常総市の管理下に置かれることになった。商業機能は果たさなくなったものの、常総市の推進もあり、映画などのロケーション撮影に多く利用されるようになった。以下に常総フィルムコミッションが正式に公開している、プラザでのロケーション撮影作品の一覧を示す。
2009年（平成21年）
- ドラマ『スマイル』（TBS、3月16日）
- ドラマ『LIAR GAME シーズン2』（フジテレビ、9月15日 - 10月20日）

2010年（平成22年）
- 映画『白夜行』（ギャガ、3月27日 - 3月30日）

2011年（平成23年）
- ドラマ『SPEC〜翔〜』（TBS、7月19日 - 7月21日）
- ドラマ『警視庁失踪人捜査課』（テレビ朝日、8月10日、8月18日）
- ドラマ『QP』（日本テレビ、9月17日 - 10月1日）
- 映画『不良少年 3,000人の総番』（東映ビデオ、11月5日 - 11月8日）
- 映画『葬儀人 アンダーテイカー』（自主制作、11月14日 - 11月17日）
- 映画『貞子3D』（角川映画、11月23日 - 12月17日）

2012年（平成24年）
- 映画『人生奪回ゲーム』（クロックワークス、2月20日 - 2月24日）
- ドラマ『クローバー』（テレビ東京、3月13日 - 3月30日）
- 特撮ドラマ『牙狼〈GARO〉 〜MAKAISENKI〜』（テレビ東京、3月16日 - 3月18日）
- 映画『ひきこさん VS こっくりさん』（インターフィルム、4月27日）
- 映画『跡と後』（日本映画学校、5月21日 - 6月15日）
- 特撮ドラマ『仮面ライダーウィザード』（テレビ朝日、7月9日）
- ドラマ『鑑識特捜班・九条礼子〜骨を知る女〜第2作』（テレビ東京、7月20日）
- 映画『仮面ライダー×仮面ライダー ウィザード&フォーゼ MOVIE大戦アルティメイタム』（東映、9月14日、9月17日）
- 映画『009ノ1 THE END OF THE BEGINNING』（ティ・ジョイ、10月21日）
- 映画『図書館戦争』（東宝、11月6日 - 11月10日）

ロケ地としての利用は暫定的なもので、常総市議会ではプラザの跡地利用が何度も議論された。

### 売却、そしてカスミ水海道栄町店へ（2013-）
長年の懸案であったプラザの跡地は2013年（平成25年）に民間事業者に売却され、建物の解体が決まった。この時、建物に石綿（アスベスト）が使われているとの噂が市内を駆け巡り、市議会議員が市生活環境課職員とともに関係各所に働きかけ調査を行った結果、実際に石綿が使われていることが判明した。この時点のプラザ跡地の所有者は東京都新宿区の企業であった。

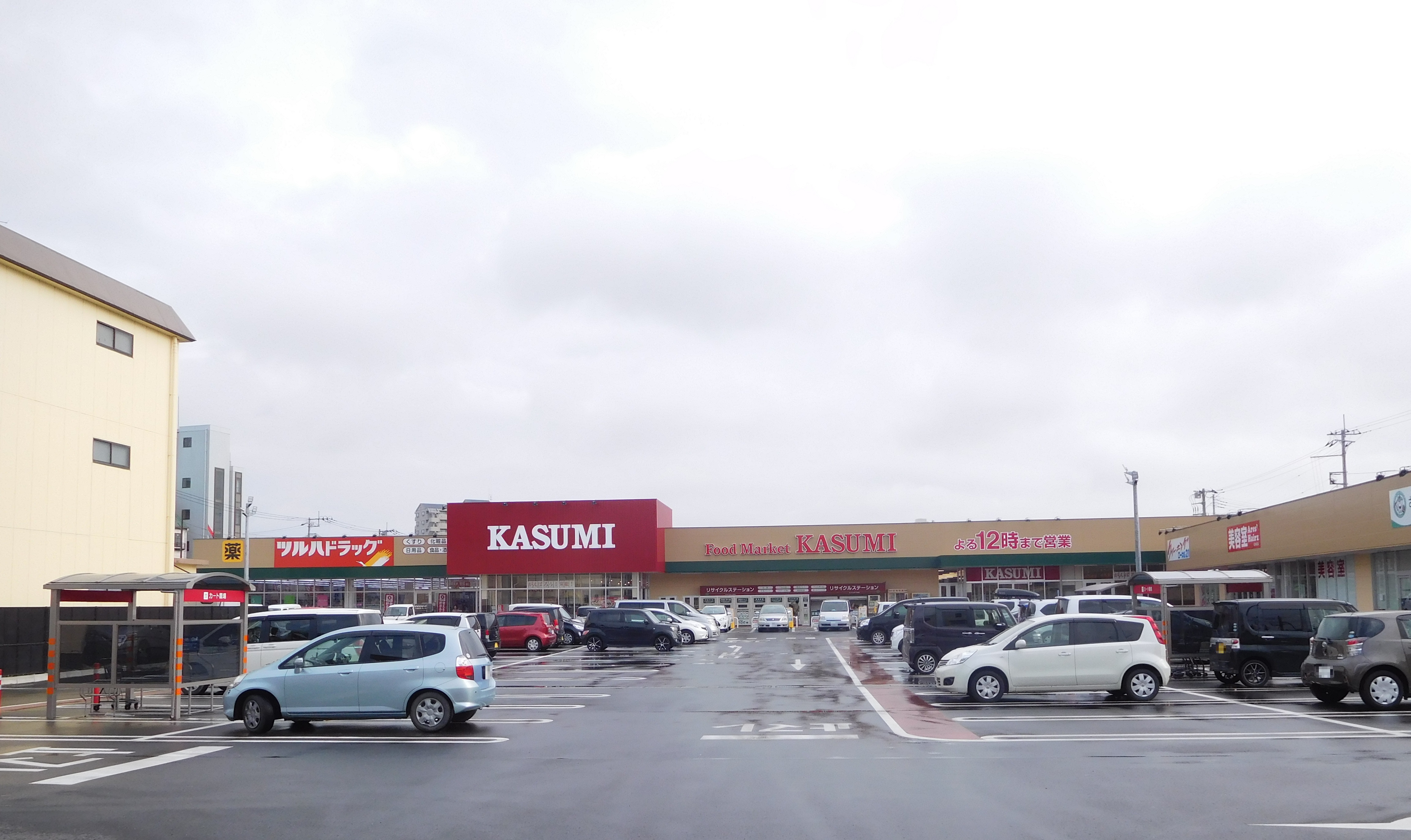
プラザ跡地に建つカスミ水海道栄町店（2017年4月）

2014年（平成26年）6月23日にスーパーマーケットのカスミが大規模小売店舗立地法に基づく届出を茨城県庁に行い、カスミの出店が正式に決定した。そして2015年（平成27年）3月1日、フードマーケットカスミ水海道栄町店が開業した。同店は店舗面積1,635m2、駐車台数102台で、年商14億2千万円を目標に掲げている。これと前後して水海道宝町にあったカスミ水海道店が同年2月に閉店した。カスミ水海道店跡地は常総市が所有する「市民の広場」に隣接し、水海道公民館の移転候補地になっている。また水海道公民館はカスミ水海道栄町店に隣接するため、移転後に同店の駐車場に利用したいという意向をカスミが表明している。
2016年（平成28年）の常総市の公示地価は商業地で前年比-5.3%となっているが、同店による商店街の活性化が期待されている。